# Sarraceniàcies
Sarraceniaceae és una família de plantes carnívores de l'ordre Ericales (abans Nepenthales).
La família té tres gèneres existents, Sarracenia (planta carnívora americana, o trompeta del pitcher), Darlingtonia californica (lliri cobra o planta carnívora californiana) i Heliamphora (pitcher assolellat) i el gènere extint Archaeamphora longicervia. Els dos primers són natius d'Amèrica del Nord, mentre que Heliamphora és de Sud-amèrica. Els tres gèneres són plantes carnívores que capturen insectes atraient-los amb el seu nèctar. A través dels tubs corolares elongats són portats a uns dipòsits on l'aigua i els enzims digestius (o bacteris en el cas de Darlingtonia californica) els digereixen. Moltes espècies també usen pèls agusats mòbils i secrecions ceroses per dificultar a l'insecte la fugida.
Aquestes plantes van evolucionar en ambients pobres en nutrients, per exemple en sòls molt àcids i usen als insectes com un suplement nutricional. Els receptacles s'originen de rizomes i decauen a l'hivern amb dormància. Les plantes del gènere Sarracenia solen barrejar-se amb molses Sphagnum en turberas.
Hi ha moltes espècies de plantes carnívores a Amèrica, en general altes i grans, amb tubs ahusats verticals o gairebé. No obstant això, Sarracenia purpurea és curta, amb el receptacle bulbós prop del sòl i Sarracenia psittacina posseeix receptacles horitzontals.
L'espècie Sarracenia purpurea és la flor oficial de Terranova i Labrador.